# Energía solar en Louisiana

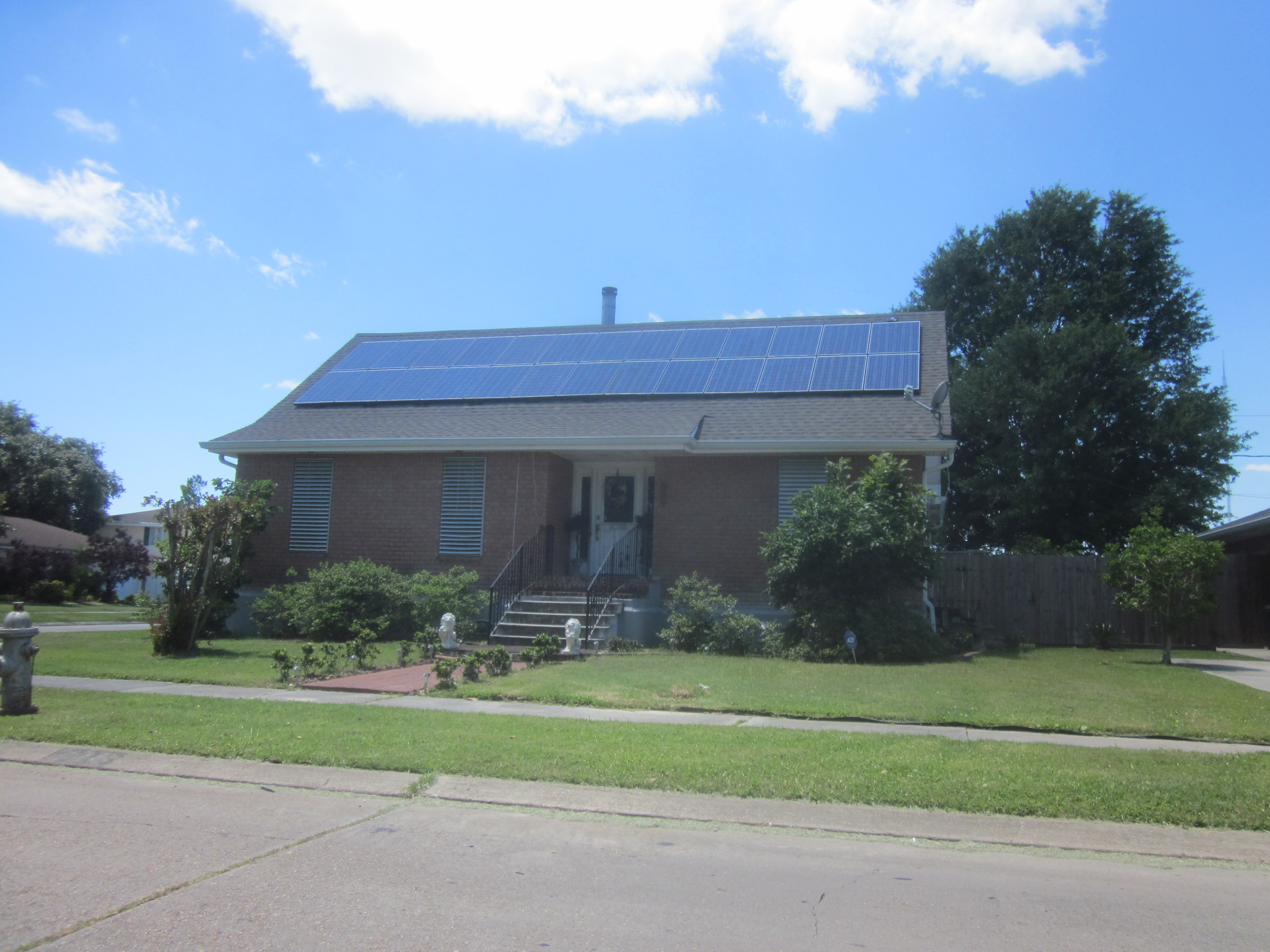
Paneles solares en una casa de Terrytown, Louisiana

La energía solar en Louisiana ocupa el puesto 34 entre la capacidad instalada de energía solar fotovoltaica en 2017 por la Asociación de la Industria de Energía Solar. La "simpatía solar" del estado según Solar Power Rocks ha caído hasta el lugar número 50 en 2018 cuando finaliza el programa estatal de crédito y otros factores políticos dificultan el desarrollo del mercado. Los contribuyentes aún se benefician de los programas de incentivos federales, como el crédito fiscal del 30 por ciento, que se aplica a los sistemas de energía solar fotovoltaica y de energía residencial y comercial de cualquier tamaño. 
Desde el 1 de enero de 2008 hasta el 19 de junio de 2015, Louisiana ofreció un crédito fiscal del 50 por ciento hasta $ 12,500 para la instalación del sistema solar para los sistemas adquiridos, así como un crédito menor para los sistemas solares arrendados, que Aumento de la asequibilidad de la energía solar fotovoltaica y el calentamiento del agua . La legislatura del estado finalizó abruptamente el programa de crédito sin proporcionar financiamiento completo para los solicitantes elegibles, y un esfuerzo de varios años para resolver el déficit de financiamiento terminó con éxito con la legislación firmada en 2017.
Project Sunroof, de Google, estima que Louisiana tendrá más de 20 GW de potencial solar en la azotea, de los cuales se estima que Nueva Orleans tiene más del 90% de sus techos capaces de producir energía solar.

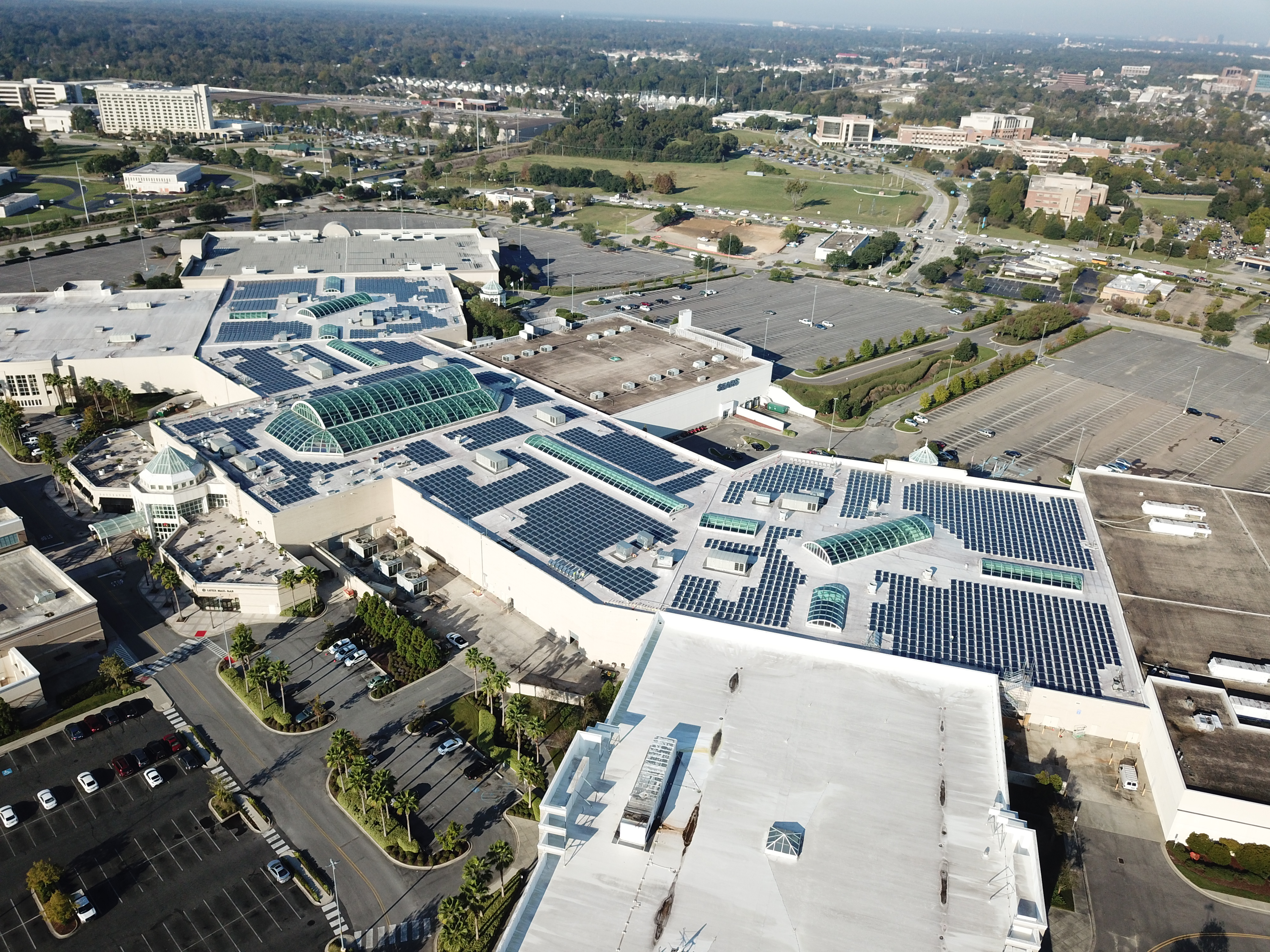
Paneles solares en el centro comercial de Louisiana

El conjunto solar más grande de Nueva Orleans es el conjunto de 1 MW instalado por Blattner Energy en las instalacionesde Entergy Patterson en Nueva Orleans Este. El proyecto solar más grande en el estado de Louisiana es actualmente el sistema solar de techo de 1.2MW en el Mall of Louisiana, completado en 2017 por Solar Alternatives y Strata Solar. 
Fuente: NREL
| Año  | Total (MW)     |
| ---- | -------------- |
| 2009 | 0.2            |
| 2010 | 2.6            |
| 2011 | 13.4           |
| 2012 | 18.2           |
| 2013 | 46.6           |
| 2014 | 60             |
| 2015 | 92             |
| 2016 | 110 (estimado) |
| 2017 | 120 (estimado) |

Nota: Fuente da información conflictiva para 2011 y 2012. 